# Kipić
Kipić je jugoslavenski televizijski film snimljen 1972. godine u produkciji RTV Zagreb. Režirao ga je Berislav Makarović, a scenarij su napisali Mirko Božić i Berislav Makarović. Snimatelj je Branko Blažina. Film je  nastao prema istoimenoj pripovijetci Mirka Božića.

## Radnja
Radnja filma prati sudbinu sredovječnog neženje Žarka Sirotića kojeg glumi Franjo Majetić. Film govori o najranijim danima komunizma u poslijeratnoj Jugoslaviji i birokratizaciji društva te o sumnjičenju "neprilagođenih" pojedinaca. Pogrešno optuženi Sirotić ne može dokazati svoju nevinost jer mu se kipić - zbog kojeg je optužen - razbio. Film je irealnog ozračja.

## Uloge
| Glumac              | Uloga                  |
| ------------------- | ---------------------- |
| Franjo Majetić      | Žarko Sirotić          |
| Božidarka Frajt     | Žarkova supruga Danica |
| Špiro Guberina      | Žarkov prijatelj Zoki  |
| Uglješa Kojadinović | Tvrdić                 |
| Sven Lasta          | Ratko                  |
| Boris Festini       | Tomo Fajdić            |
| Minja Nikolić       |                        |
| Đuro Utješanović    | službenik              |
| Božena Kraljeva     |                        |
| Ivo Serdar          | Žarkov kolega u poslu  |
| Melanija Dugandžić  |                        |
| Zlatko Madunić      | dostavljač             |
| Nevenka Šajn        |                        |
| Antun Kujavec       |                        |
| Vladimir Oblešćuk   |                        |
| Jovica Stefanović   |                        |

## Vanjske poveznice
- Kipić u internetskoj bazi filmova IMDb-a